# Цихович, Януарий Казимирович
Януарий Казимирович Цихович (7 сентября 1871 - ?) — российский военачальник, генерал-лейтенант (6.12.1915), дивизионный генерал Войска Польского.

## Биография
Православный. Из дворян. Окончил Радомскую классическую гимназию с золотой медалью. Образование получил на военно-училищных курсах при Московском пехотном юнкерском училище. Выпущен в 14-ю арт. бригаду.
В 1897 году окончил Николаевскую академию Генерального штаба по первому разряду. Служил в штабе Виленского военного округа (17.01.1898 - 22.09.1901). Цензовое командование ротой отбывал в 108-м пех. Саратовском полку (01.10.1900-01.10.1901).
С сентября 1901 года — штаб-офицер для особых поручений при штабе 1-го Сибирского армейского корпуса. Подполковник (1901). С 26 мая 1903 года — штаб-офицер для особых поручений при командующем войсками Приамурского военного округа. Командовал Николаевским креп. пехотным полком (27.09.1903-23.02.1904).
Участник русско-японской войны 1904-1905, служил в штабах Маньчжурской армии и главнокомандующего на Дальнем Востоке. С 24.8.1905 и.д. начальника штаба 2-й Сибирской пехотной дивизии, с 3.3.1906 начальник штаба 4-й Восточно-Сибирской стрелковой дивизии.

### Воинские звания
- Низшие чины с 2 июня 1889 года;
- Подпоручик с 5 августа 1891 года со старшинством с 10 августа 1890 года;
- Поручик с 25 июля 1895 года со старшинством с 10 августа 1894 года;
- Штабс-капитан с 19 мая 1897 года;
- Капитан с 18 апреля 1899 года;
- Подполковник с 6 декабря 1901 года;
- Полковник с 26 декабря 1905 года

### Первая мировая война
С 7.12.1910 командир 26-го Сибирского стрелкового полка, с которым вступил Первую мировую войну. За бой у деревни Курьян 19.8.1914 награждён орденом Св. Георгия 4-й степени (приказ 26.4.1915). Затем назначен начальником штаба 1-го Туркестанского АК. С 7.8.1915 начальник 1-й отдельной пехотной бригады. С 21 октября 1915 состоял в резерве чинов при штабе Минского ВО. С 17 декабря 1915 — начальник 44-й пех. дивизии.
С 12 июля 1917 командир Х армейского корпуса (временно командовал корпусом ещё в июне). С 11 августа 1917 командующий 3-й, с 9 сентября 1917 — 7-й армией.
После Октябрьской революции, в ответ на телеграмму Н.В. Крыленко от 1(14) декабря 1917 года с требованием руководствоваться положением о демократизации, разосланным ВРК при Ставке, писал, что «армия уже демократизирована до такой степени, что на мировой чаше весов она исчезла и никто с ней не считается» и снятие погон, единственного знака, по которому можно хоть приблизительно отличить полки многомиллионной армии, «превращает её в серое скопище человеческих тел». 3 декабря 1917 большевистский ВРК сместил Циховича с поста командующего за связь с украинской Центральной радой и назначил на его место штабс-капитана В.К. Триандафилова.

### В Красной армии
С 1918 Цихович на службе в Красной армии. В мае 1918 входил в состав Высшей аттестационной комиссии (вместе с А.И. Егоровым, комиссарами Н.И. Бессоновым и Е.В. Молчановым и генералом Н.М. Вороновым). В задачи комиссии входило установление общего порядка аттестования, рассмотрение аттестаций лиц командного состава, составление кандидатских списков на замещение командных должностей. В то же время Цихович участвовал в заседаниях подпольного Правого центра.
Затем — член Военно-исторической комиссии по изучению и использованию опыта мировой войны. Составил первую часть «Стратегического очерка войны 1914-1918 гг.» В 1920-1921 редактор отдела военной литературы при РВСР.
В 1920 году, во время Советско-польской войны арестовывался органами ЧК.

### В Польше
В июне 1921 эмигрировал в Польшу. С 15 марта 1922 года по 31 мая 1927 года был главным инспектором польской таможенной стражи.
К началу сентябрьской войны занимал должность начальника таможенной стражи в Граево. Дальнейшая судьба неизвестна.

## Награды
- Орден Св. Станислава 3-й ст. (1901);
- Орден Св. Анны 3-й ст. с мечами и бантом (1905);
- Орден Св. Владимира 4-й ст. с мечами и бантом (1905);
- Орден Св. Станислава 2-й ст. с мечами (1905);
- Золотое оружие (ВП 18.06.1906);
- Мечи и бант к ордену Св. Станислава 3-й ст. (1906);
- Орден Св. Владимира 3-й ст. (1908; 09.03.1910).

## Сочинения
- Военный обзор Гириньской провинции Северной Маньчжурии. Санкт-Петербург : Воен. тип., 1904.
- Как погиб 5-й Стрелковый полк под Мукденом : Воспоминания Ген. штаба полк. Циховича. Санкт-Петербург : Типо-лит. "Энергия", 1908.
- Стратегический очерк войны 1914-1918 гг. Часть I. Период от объявления войны до начала сентября 1914 года. Первое вторжение Русских армий в Восточную Пруссию и Галицийская Битва. (Текстовая версия, DJVU версия (недоступная ссылка))
- Операция 2 армии в В. Пруссии в августе 1914 года. // Военно-исторический сборник. Выпуск 3.